# Pistola BB

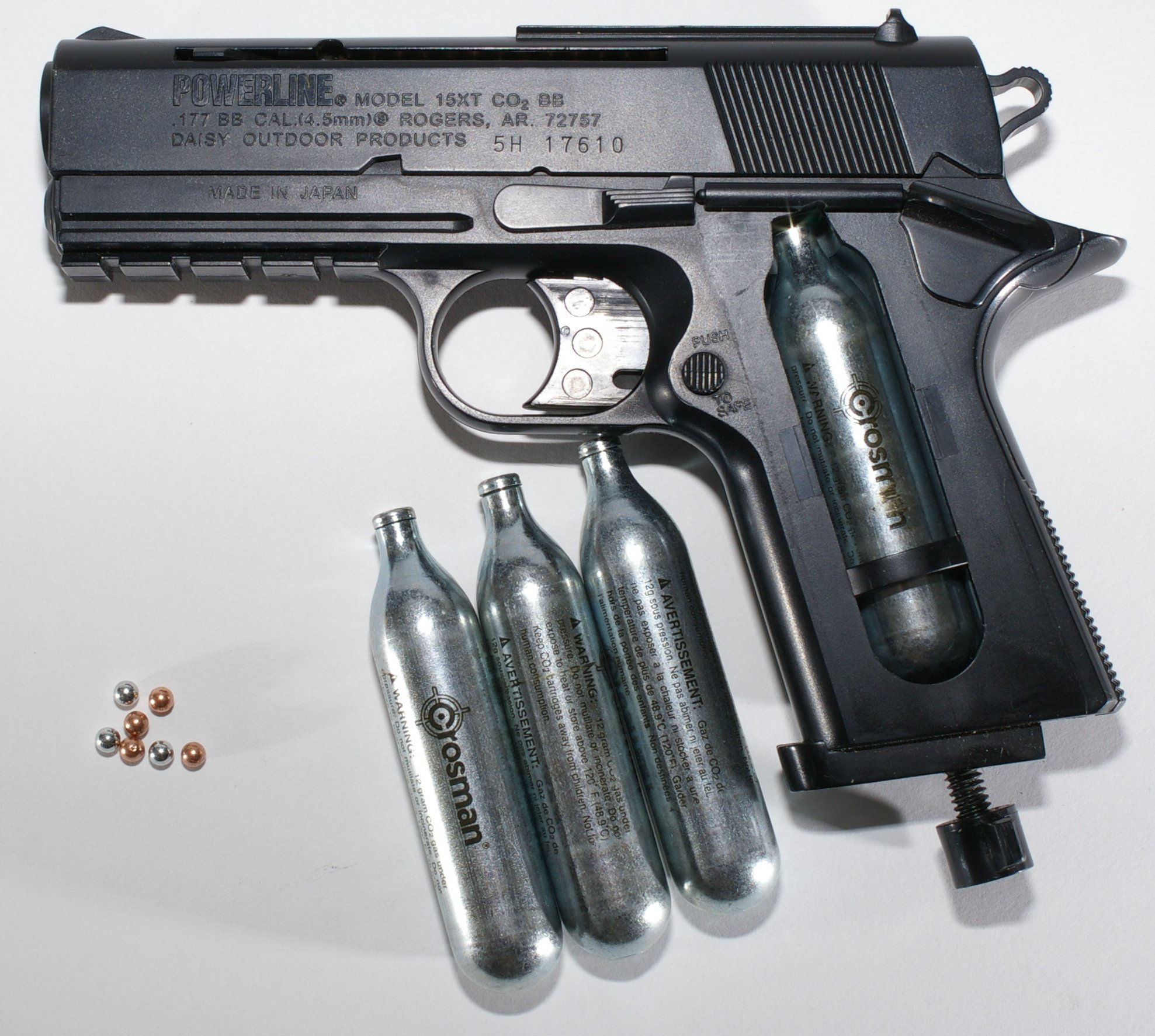
Pistola BB amb cartutxos.

La pistola BB és un tipus de pistola d'aire lliure dissenyada per disparar projectils esfèrics metàl·lics anomenats BBs (que no s'han de confondre amb boles de coixinets d'aspecte similar), que tenen aproximadament la mateixa mida que els tirs de plom de mida BB utilitzats a les escopetes (0,180 polzades o 4,6 mm de diàmetre). Les armes BB modernes solen tenir un canó llis amb un calibre de 4,5 mm (0,177 polzades) i utilitzen boles d'acer que mesuren 4,3–4,4 mm (0,171–0,173 polzades) de diàmetre i 0,33–0,35  g (5,1–5,4 gr) en pes, generalment zincat o coure per a la resistència a la corrosió. Alguns fabricants encara fan les boles de plom tradicionals una mica més grans que pesen al voltant de 0,48-0,50 g (7,4-7,7 gr), que generalment estan destinades a utilitzar-se en barrils estriats (a causa del plom que té una millor mal·leabilitat i exerceix menys desgast a les estries).

## Història
El terme BB es va originar a partir de la nomenclatura de la mida dels trets de plom utilitzats en una escopeta de ànima llisa. Els trets de mida "BB" eren normalment de 0,180 polzades (4,6 mm), però tendien a variar considerablement de mida a causa de les toleràncies fluixes en carcasses, La perdigoneta d'escopeta de mida més gran que s'utilitzava habitualment s'anomenava 00 o doble ought i s'utilitzava per caçar cérvols i, per tant, s'anomenava perdigones, mentre que el tir més petit de mida BB s'utilitzava normalment per disparar ocells de caça de mida petita/mitjana i, per tant, era un tret d'ocell.

## Operació
Les pistoles BB poden utilitzar qualsevol dels mecanismes de funcionament utilitzats per a les pistoles d'aire. Tanmateix, a causa de la precisió limitada inherent i el curt abast efectiu del projectil, només s'utilitzen els mecanismes més senzills i menys costosos per a canons dissenyats per disparar només BB. Com que la força del BB d'acer no permet que s'empangui amb la baixa força de propulsió utilitzada per accelerar-lo a través del canó, els BB són lleugerament més petits (4,3 a 4,4 mm (0,171 a 0,173 polzades)) que el diàmetre intern del canó. (4,5 mm (0,177 polzades)). Això limita la precisió perquè s'imparteix poc gir al BB.
També limita l'abast, perquè part del gas a pressió utilitzat per accelerar el BB es filtra al seu voltant i redueix l'eficiència global. Atès que un BB rodarà fàcilment sense obstacles pel canó, és comú trobar armes que utilitzen un imant al mecanisme de càrrega per subjectar la BB a la part posterior del canó fins que es dispara.

## Seguretat
Les pistoles BB poden disparar a més de 60 m/s (200 peus/s), però sovint són menys potents que una pistola d'aire comprimida convencional. Les pistoles d'aire comprimit de pellets tenen la capacitat de disparar considerablement més ràpid, fins i tot més enllà dels 170 m/s (560 peus/s). Tot i que sovint les afirmacions són exagerades, algunes armes d'aire comprimit poden disparar una perdigoneta de plom estàndard de calibre 0,177 més ràpid que 320 m/s (1.000 peus/s), però en general no són canons de tir BB.
Un BB amb una velocitat de 45 m/s (150 peus/s) té capacitat de perforació de la pell, i una velocitat que arriba als 60 m/s (200 peus/s) pot fracturar l'os.

## Estatus legal
Les pistoles BB sovint es regulen com una pistola d'aire comú. Les lleis sobre armes d'aire varien àmpliament segons la jurisdicció local.